# David Trullo
David Trullo (* 1969 in Madrid) ist ein spanischer bildender Künstler und Fotograf, er war Artist in Residence im Irish Museum of Modern Art (2002) und wurde in der Backlight International Triennial for Photography in Tampere, Finnland (2005) ausgewählt.
Die immer wiederkehrenden Themen seiner Foto- und Videoarbeiten sind Gender-Identität und die Auseinandersetzung mit dem Gebrauch der Ikonographie. Häufig beschäftigt er sich auch mit der Interpretation traditioneller Themen der Kunstgeschichte. Er hat an Kunstmessen und Festivals wie ARCO (Feria Internacional de ARte COntemporáneo), Estampa und PHotoEspaña in Spanien und Art Miami und der Armory Show in den Vereinigten Staaten teilgenommen. Im Jahr 2006 zeigte das Museo Lázaro Galdiano, Madrid, Trullos Coined, eine Fotoserie, die aus hundert Porträts von Freunden und Bekannten des Künstlers besteht, die alle im Profil, in der Art römischer Kaiser, im Stil von Gedenkmedaillen und Münzen dargestellt sind. Die 96 Porträts entsprechen zahlenmäßig der Kaiserliste von Augustus bis Romulus Augustulus.
2016 veröffentlichte er zusammen mit Pablo Peinado das Buch Una historia verdadera, eine Sammlung von Fotografien über Frauen und Männer, die sich entschlossen haben, sich irgendwann in ihrem Leben gemeinsam zu porträtieren.

## Ausstellungen (Solo Shows)
- 2011 Una Historia Verdadera, Instituto Cervantes, Palermo, Italien.
- 2011 Festival Teruel Punto Photo, Teruel, Spanien
- 2010 Una Historia Verdadera, Fundación FIART, Madrid, Spanien
- 2009 Monumento, Galería Espacio 48, Santiago de Compostela, Spanien
- 2009 Rituales, Capilla del Castillo de Santa Catalina, Cádiz, Spanien
- 2008 Ecce Homo, Q! Gallery, Glasgow, UK.
- 2007 Ecce Homme, Galería Rita Castellote, Madrid, Spanien
- 2004 Héroes, Centro Municipal de las Artes de Alcorcón, Alcorcón, Spanien
- 2004 Vierzehnheiligen, Galleria Magenta 52, Mailand, Italien.
- 2003 Ropa Interior, Galería Larra 10, Madrid.
- 2003 Vivos y Muertos, Galería Carmen de la Guerra, Madrid.
- 2001 Memorabilia, C.C. La Canela, Cádiz.
- 2001 Better Youth, Galería Carmen de la Guerra, Madrid.
- 1999 Le Bois Humain, Estampa 99, Madrid.
- 1999 Pink Spasm, Galería Carmen de la Guerra, Madrid.
- 1995 Crédito, Sala El Foro, Pozuelo de Alarcón, Madrid.[4]

## Bücher
- David Trullo y Pablo Peinado: Una Historia Verdadera Egales Editorial De Gays Y Lesbianas, ISBN 978-8416491568.
- David Trullo: Héroes: [exposición] Alcorcón, Madrid 2004.
- David Trullo: Familias y más Fundación Caixa Galicia, 2008, OCLC: 433955396
- Roberto Gónzalez Fernández, David Trullo, Jesús Grironés: Works 2005–2007 : Sebas, meetings, planetas y satélites